# برجستگی بزرگ کف دست
در کالبدشناسی، برآمدگی گوشتی در ریشهٔ انگشت شست را برجستگی بزرگ کف دست یا برجستگی تنار (انگلیسی: Thenar eminence) می‌گویند.
در کف دست انسان نزدیک به انگشت شست، یک برجستگی نرم وجود دارد که محل قرار گیری عضلات مهمی است. این عضلات عمدتاً برای حرکت دادن انگشت شست بکار برده می‌شوند. برجستگی ایجاد شده بر اثر این توده عضلانی را برجستگی بزرگ کف دست می‌گویند.

## نگارخانه

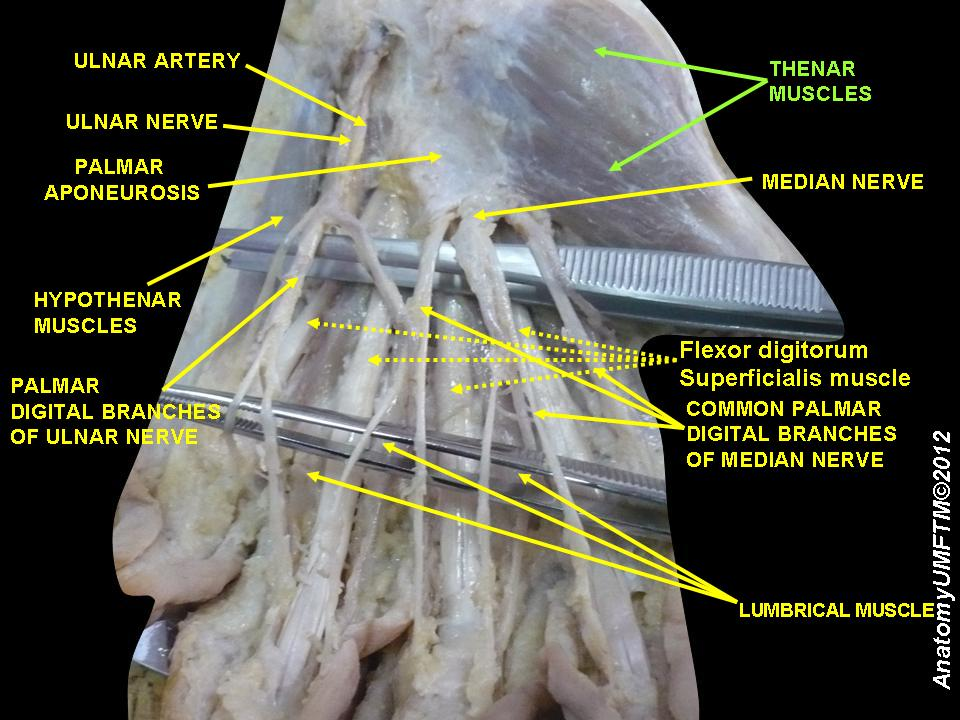
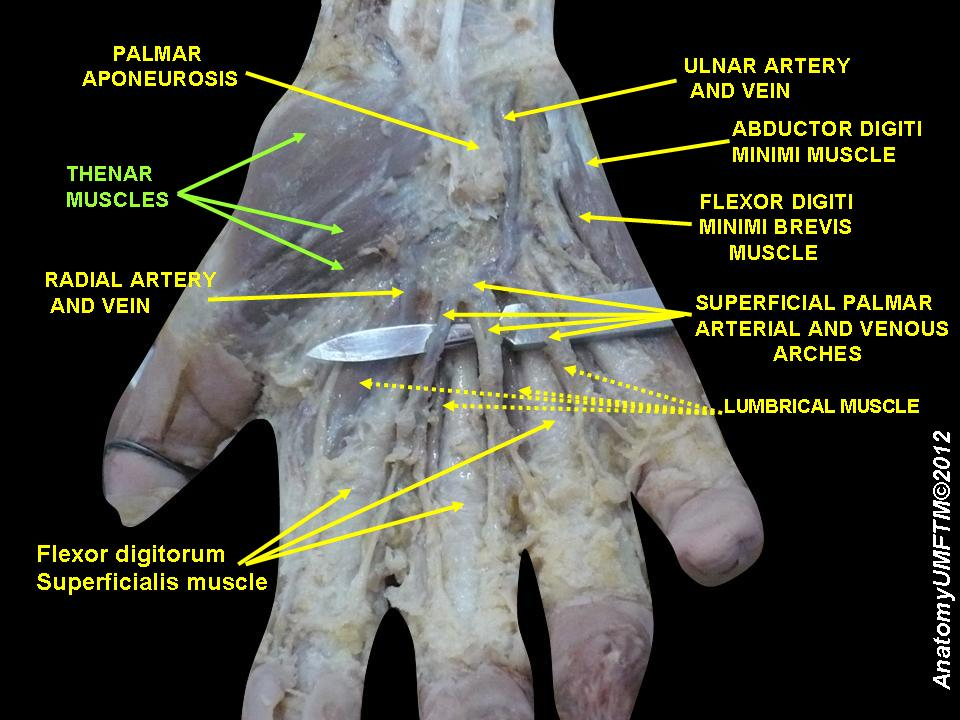
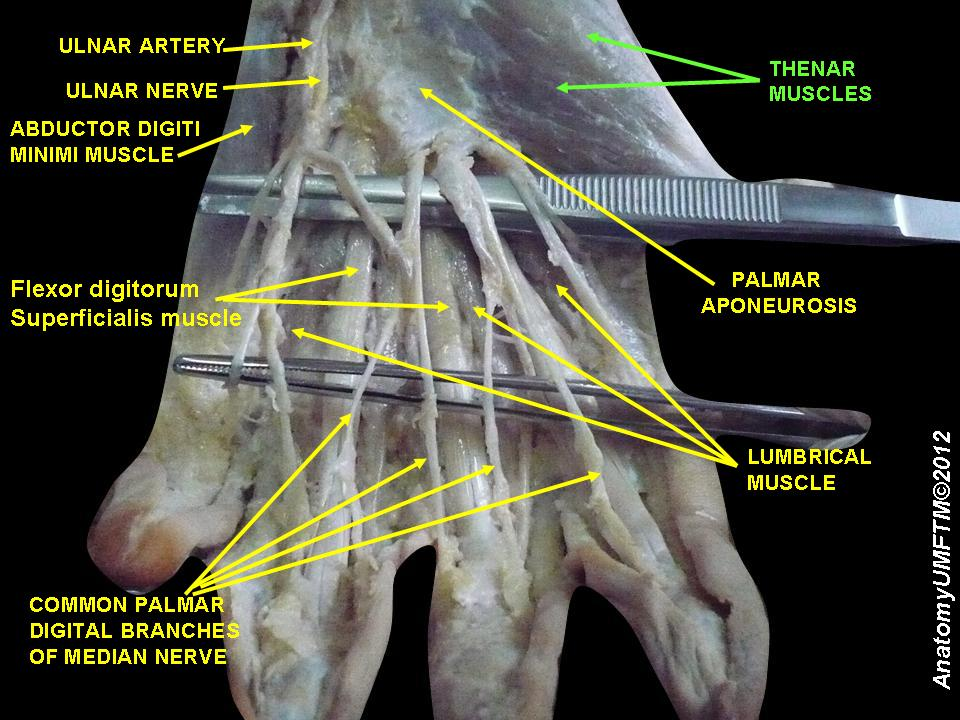
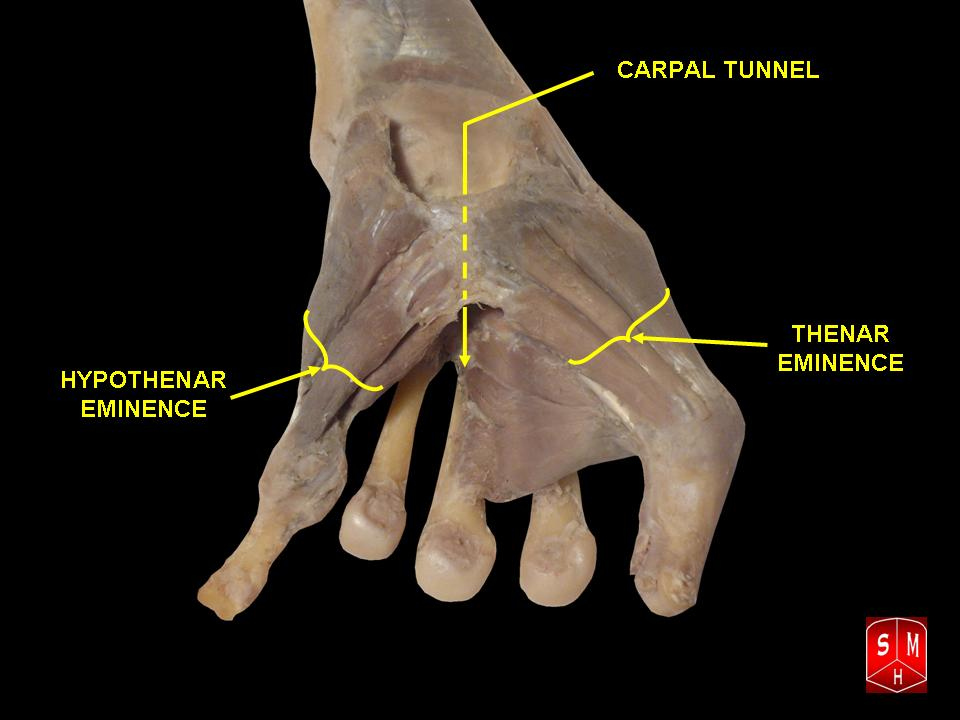